# Reichsbahnbunker Friedrichstraße

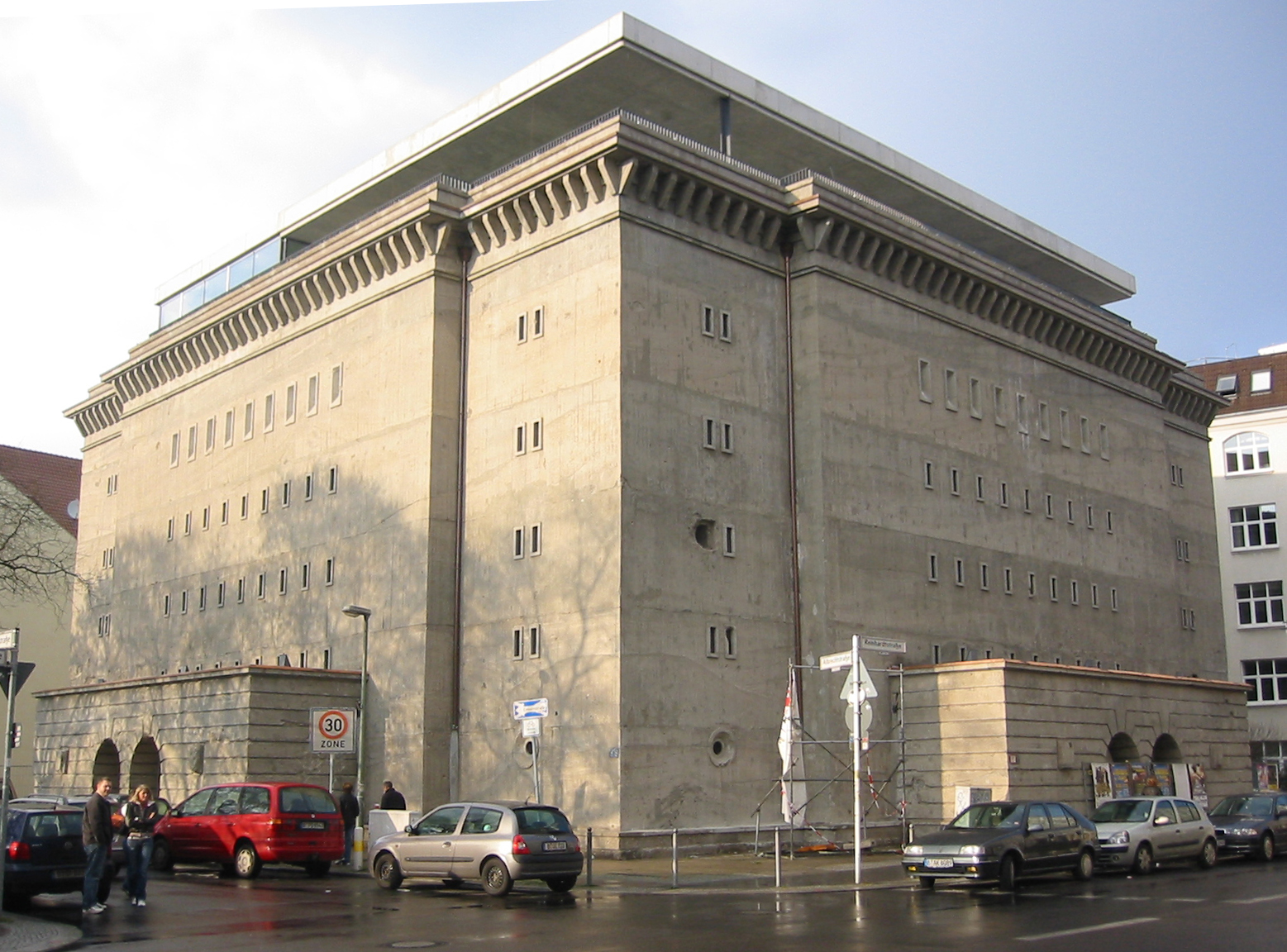
Der Reichsbahnbunker Friedrichstraße

Der ehemalige Reichsbahnbunker Friedrichstraße in der Albrechtstraße an der Ecke Reinhardtstraße in Berlin-Mitte, Nähe Bahnhof Berlin Friedrichstraße ist ein unter Denkmalschutz stehender Luftschutzbunker.

## Geschichte

### 1943–1945
Nationalsozialistische Behörden ließen ihn 1943 durch Zwangsarbeiter für bis zu 2500 Reisende der Reichsbahn errichten. Der Bau wurde 1942 von Karl Bonatz, dem jüngeren Bruder von Paul Bonatz, entworfen.
Der symmetrische und quadratische Bau hat eine Höhe von 18 Metern und 1000 m² Grundfläche. Die bis zu drei Meter dicken Wände aus Stahlbeton umfassen etwa 120 Räume auf fünf Etagen, die für die Aufnahme von 2000 Menschen konzipiert waren.

### 1945–1950
Anfang Mai 1945 besetzte die Rote Armee den Bunker. Das Nachbarhaus und vermutlich auch den Bunker nutzte bis Dezember 1949 der sowjetische Geheimdienst NKWD als Untersuchungsgefängnis. Beide Gebäude übernahm 1950 das Ministerium für Staatssicherheit der DDR. Eine Weiternutzung des Bunkers als Gefängnis nach 1951 ist nicht erwiesen.

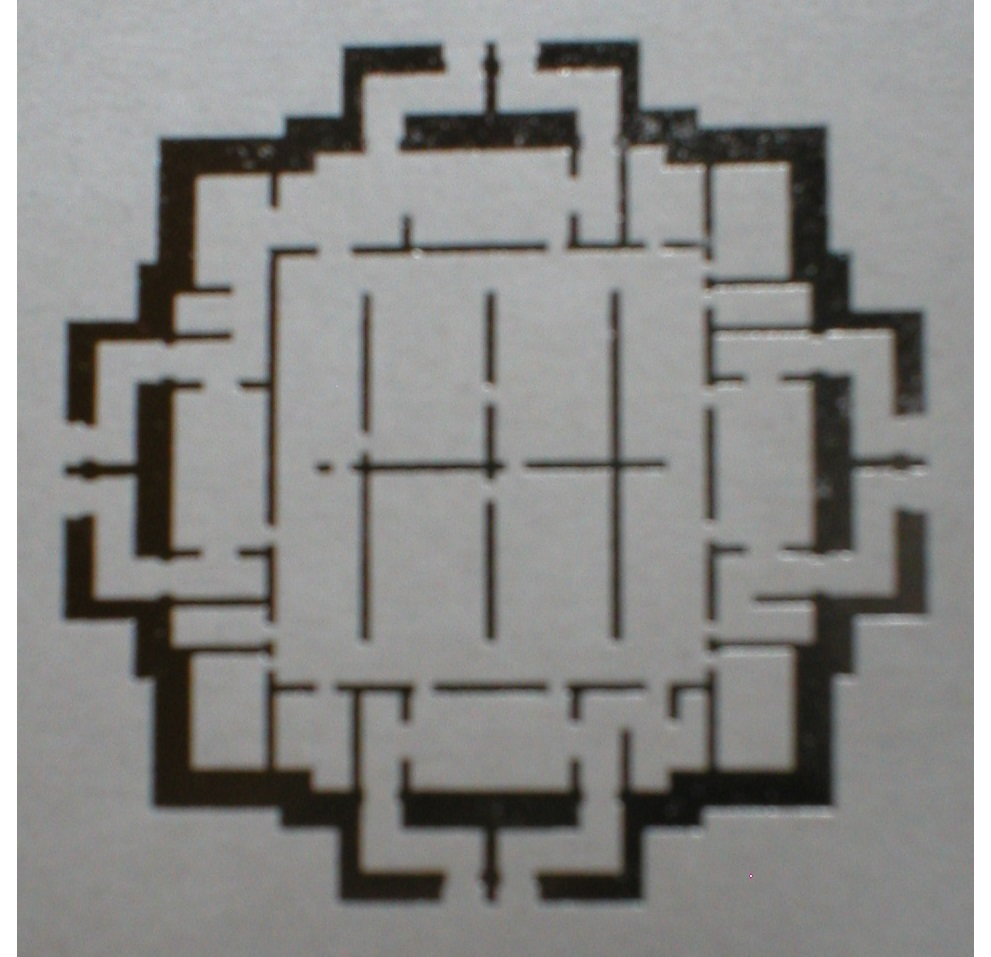
Grundriss des Bunkers

### 1950er bis 1990er Jahre
Spätestens ab 1951 diente der Bunker als Textillager und wurde ab 1957 als Lagerraum für Trocken- und Südfrüchte aus Kuba durch den Volkseigenen Betrieb Obst Gemüse Speisekartoffeln genutzt. Die Bevölkerung nannte das Gebäude daher „Bananenbunker“. Für diese Verwendung wurden an der Gebäuderückseite zusätzliche Öffnungen eingebracht. Nach der Wende kaufte der Bund das Gebäude und es stand erst einmal leer.

### Nutzung als ClubBunker
Im April 1992 wurde der Bunker von dem Künstler und Mieter Werner Vollert zu einem Techno-Club ausgebaut. Auf den vier Ebenen fanden regelmäßig Hardcore-Tekkno, Gabber-, Hardtrance-, House- und Breakbeat-Partys statt. WolleXDP veranstaltete hier im Sommer 1992 seine Hart-House-Reihe auf zwei Etagen, woraus auch die CD-Compilation Bunker One entstand. Weitere Resident-DJs waren unter anderem Tanith, Roose, DJ Clé und Rok. Zudem fanden im Bunker ab 1994 die ersten schwulen Fetisch-Sexpartys des Snax-Club statt, deren Veranstalter später die Clubs Ostgut und Berghain eröffneten. Der Snax-Club wurde damals beworben mit „Pervy-Party – men only – break a rule“. Im Garten des Geländes gab es zudem den Rot-Kreuz-Club, in dem Fetisch- und SM-Veranstaltungen stattfanden. Aufgrund einer Abmahnung des Deutschen Roten Kreuzes wurde er später in Ex-Kreuz-Club umbenannt.

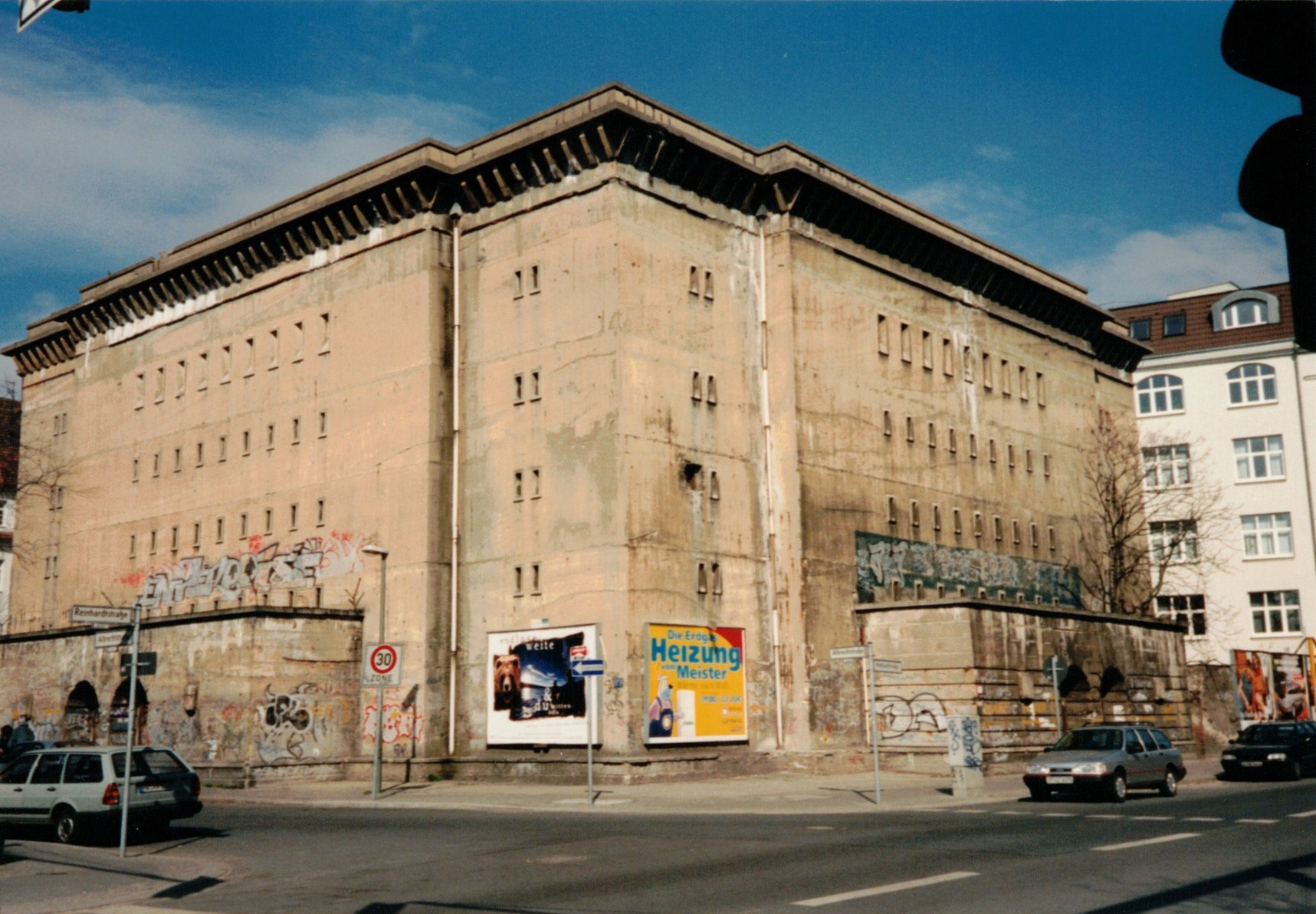
Zustand 1997, kurz nachdem der Club Bunker geschlossen wurde

Nach einer Razzia im Jahr 1995 musste der Betrieb zwar nicht eingestellt werden, konnte jedoch nur noch in unregelmäßigen Abständen erfolgen. 1996 kam es aufgrund einer weiteren Razzia, nach der den Betreibern nicht realisierbare Bauauflagen auferlegt wurden, kurz vor der Abschlussparty zu einer frühzeitigen Schließung des Clubs. Im Dezember 1996 wurde der Bunker komplett geschlossen. Der Mietvertrag mit der Oberfinanzdirektion wäre 1997 ausgelaufen. Unmittelbar nach der Club-Schließung war noch geplant, dort ein Medienzentrum mit dem Namen Buncer einzurichten, was nicht weiter verfolgt wurde. Der Name Buncer war eine Abkürzung für Berlin Urban Network for Communication, Entertainment and Research. Die Fuckparade betrachtete das Vorgehen der Behörden gegen den halblegalen Club als eine Unterdrückungsmaßnahme gegen alternative Subkultur und startete ihre Route bis zum Jahr 2004 stets vor dem Bunker.

### Nutzung als Ausstellungsort für zeitgenössische Kunst
2001 kaufte die Nippon Development Corporation GmbH  (NDC) das Gebäude vom Bund. 2002 wurden dann die Pläne für eine Nutzung als Ausstellungshaus konkreter. Die Architekten Annette Axthelm und Roland Frinken hatten vorgeschlagen, Innenwände aufzusägen, um dort ein „Ausstellungszentrum für Internationale Junge Kunst“ einzurichten. Peter Sauter war der Geschäftsführer der NDC und zeigte Interesse. Vom 15. September bis zum 20. Oktober 2002 fand dann im Bunker das Kunstfestival Insideout statt. Verantwortliche Kuratoren waren Johann Nowak, Simona Mehnert und Eva Scharrer.
2003 wurde der Bunker vom Wuppertaler Sammler Christian Boros erworben, der seine zeitgenössischen Kunstwerke darin zeigt. Auf dem Dach des Gebäudes errichtete er ein Penthouse. Der Entwurf stammt vom Berliner Büro Realarchitektur. Beginn der Planung war 2004. Der komplette Umbau wurde 2007 abgeschlossen. Interessenten können die Sammlung Boros nach vorheriger Anmeldung besichtigen.